# Граф де Санта-Колома

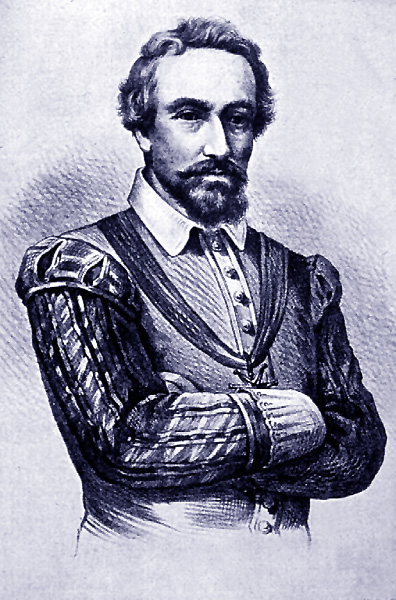
Далмау де Керальт и Кодина (1593—1640), 2-й граф де Санта-Колома, вице-король Каталонии (1638—1640)

Граф де Санта-Колома — испанский дворянский титул. Он был создан 18 июля 1599 года королем Испании Филиппом III для Педро де Керальта и Икарта.
Название графского титула происходит от названия муниципалитета Санта-Колома-де-Керальт, провинция Таррагона, автономное сообщество Каталония.

## Графы де Санта-Колома
- Педро де Керальт Икарт и Кардона (? — 5 сентября 1606), 1-й граф де Санта-Колома, кавалер Ордена Сантьяго. Сын барона Геро де Керальта и де Монтесины де Керальта и Контесины де Исарт и Кардоны.
  - Супруга с 1591 года Мария Кодина и Кардона, дочь Пере Берната де Кодины и Херонимы де Кардоны и Суньер. Ему наследовал их сын:
- Далмау де Керальт и Кодина[исп.] (ок. 1593 — 7 июня 1640), 2-й граф д Санта-Колома, вице-король Каталонии (1638—1640) и посол Испании в Венеции.
  - Супруга — Хуана де Алагон и Рекесенс, дочь Мартина де Алагона и Мадригаля, 2-го маркиза де Вильясор, и Анны Изабель де Рекесенс и Перальты. Ему наследовал их сын:
- Луис де Керальт и Алагон (? — 1689), 3-й граф де Санта-Колома, 1-й маркиз де Альболоте, 1-й маркиз де Понс. Ему наследовал его племянник:
- Андреу де Реарт Люпья и Керальт (? — 11 февраля 1721), 4-й граф де Санта-Колома, 2-й маркиз де Альболоте, барон де Торредембарра и барон де Кастелле. Сын Онофре Жоана де Реарта и де Люпья и Марии де Скарт и де Керальт.
  - Супруга с 1678 года Мария де Хаммаре и Мека, дочь Рамона де Хаммара и де Фоша и Марии де Мека и де Кастельо. Ему наследовал его сын:
- Хуан де Керальт и Хаммар (ок. 1674 — 12 марта 1756), 5-й граф де Санта-Колома.
  - Супруга с 1711 года Марианна де Декатлар и Десбах, 3-я маркиза де Бесора, дочь Нарциса Дескатлара и де Саррьера, 1-го маркиза де Бесора, и Марии Десбах и Картелья. Ему наследовал его старший сын:
- Игнасио Андрес де Керальт и Декатлар (ок. 1704 — 3 сентября 1766), 6-й граф де Санта-Колома, гранд Испании, 4-й маркиз де Альболоте, барон де Кераль, 4-й маркиз де Бесора.
  - Супруга с 1757 года Мария Хосефа де Пинос и Суреда (? — 1800), дочь Хосефа Гарселана де Пиноса и Пиноса, 3-го маркиза де Санта-Мария-де-Барбера, и Магдалены де Суреда и де Сант-Марти. Ему наследовал их сын:
- Хуан Баутиста де Керальт де Реарт и де Пинос (8 февраля 1758 — 7 октября 1803), 7-й граф де Санта-Колома, гранд Испании, 4-й маркиз де Альболоте, 5-й маркиз де Бесора.
  - Супруга с 1784 года Мария Луиза де Сильва и Кастехон (1765—1825), 15-я графиня де Сифуэнтес, 10-я маркиза де Грамоса, грандесса Испании, дочь Хуана де Сильвы Менесеса и Пачеко, 14-го графа Сифуэнтес, от второго брака с Марией Бернардой Гонсалес де Кастехон и Вильялонга. Ему наследовал их сын:
- Хуан Баутиста де Керальт и Сильва[исп.] (18 марта 1786 — 13 марта 1865), 8-й граф де Санта-Колома, 16-й граф де Сифуэнтес, 6-й маркиз де Алькончель, 14-й маркиз де Лансароте, 11-й маркиз де Грамоса (гранд Испании), 6-й маркиз де Альболоте, 4-й маркиз де Бесора.
  - Супруга с 1805 года Мария Пилар Букарелли и Сильва (1789—1828), 5-я маркиза де Вальеэрмосо, 9-я графиня де Фуэнклара (грандесса Испании), 7-я графиня де Херена, дочь Луиса Букарелли и Букарелли, 6-го графа де Херена, и Марии дель Росарио де Сильвы и Фернандес де Миранды, 7-й графини де Фуэнклара.
  - Супруга с 1835 года Мария Франсиска де Кабаньес и дель Кастильо. Ему наследовал его сын от первого брака:
- Хуан Баутиста де Керальт и Букарелли (8 октября 1814 — 17 апреля 1873), 9-й граф де Санта-Колома, 10-й граф де лас Амюэлас, 17-й граф де Сифуэнтес, 12-й граф де Фуэнклара, 17-й маркиз де Каньете, 12-й маркиз де Грамоса и 6-й маркиз де Вальеэрмосо, 15-й маркиз де Лансароте, маркиз де Альбасеррада, маркиз де Альболоте, маркиз де Алькончель, маркиз де Бесора.
  - Супруга с 1835 года Мария Доминга Бернальдо де Кирос и Колон де Ларреатеги (1816—1884) дочь Антонио Марии Бернальдо де Кироса и Родригеса де лос Риоса, 6-го маркиза де Монреаль, маркиза де Сантьяго, 6-го маркиза де ла Симада, и Иполиты Колон де Ларреатеги и Бакедано, дочери 12-го герцога де Верагуа. Ему наследовал их сын:
- Иполито де Керальт и Бернальдо де Кирос (22 сентября 1841 — 12 июня 1877), 10-й граф де Санта-Колома, 11-й граф де лас Амаюэлас, 11-й маркиз де Альбасеррада, 18-й маркиз де Каньете, 7-й маркиз де Вальеэрмосо, гранд Испании.
  - Супруга с 1866 года Мария Эльвира Зинаида Фернандес-Макейра и Оянгурен (1845—1906), дочь Ремигио Фернандеса и Макейры и Фресии Оянгурен и Скуэлья. Ему наследовал их старший сын:
- Энрике де Керальт и Фернандес-Макейра (13 июля 1867 — 13 января 1933), 11-й граф де Санта-Колома, 12-й граф де лас Амаюэлас, 14-й маркиз де Грамоса, 12-й маркиз де Алькончель, 17-й маркиз де Лансароте, 10-й граф де ла Куэва, 10-й граф де ла Ривера, 9-й маркиз де Вальдекарсана, 19-й маркиз де Каньете, 16-й маркиз де Тарасена, 13-й граф де Эскаланте, 19-й граф де Тахалу, 12-й граф де Вильямор, 8-й маркиз де Вальеэрмосо, 11-й граф де Херена, виконт дель Инфантадо.
  - Супруга с 1900 года Бригида Хиль-Дельгадо и Олосабаль (1889—1956), дочь Карлоса Антонио Валентина Хиль-Дельгадо и Такона и Марии Бригиды де Оласабаль и Гонсалес де Кастехон, 2-й маркизы де Берна. Ему наследовал их сын:
- Энрике де Керальт и Хиль-Дельгадо (10 октября 1910 — 11 апреля 1992), 12-й граф де Санта-Колома, 13-й граф де лас Амаюэлас, 15-й маркиз де Грамоса, 13-й маркиз де Алькончель, 18-й маркиз де Лансароте, 11-й граф де ла Куэва, 11-й граф де ла Ривера, 20-й маркиз де Каньете, 14-й граф де Эскаланте, 20-й граф де Тахалу, 13-й граф де Вильямор, 9-й маркиз де Вальеэрмосо, 12-й граф де Херена.
  - Супруга — Мария Виктория де Чаварри и Поведа (1911 — ?), дочь Виктора де Чавари и Андуиса, 1-го маркиза де Триано, и Марии Хосефы де Поведа и Эчагуэ. Ему наследовал их сын:
- Энрике де Керальт и Чаварри (род. 8 марта 1935), 13-й граф де Санта-Колома, 14-й граф де лас Амаюэлас, 16-й маркиз де Грамоса (передал этот титул своему сыну), 14-й маркиз де Алькончель, 21-й маркиз де Каньете, 15-й граф де Эскаланте, 21-й граф де Тахалу, 14-й граф де Вильямор, 10-й маркиз де Вальеэрмосо.
  - Супруга — Анна Роза де Арагон и де Пинеда, дочь Бартоломе Арагона Гомеса и Марии дель Пилар де Пинеды и Кабанельяс, 7-й маркизы де Кампо-Санто.